# کویچی کودو
کویچی کودو (ژاپنی: 工藤 孝一) فوتبالیست پیشین و مربی فوتبال اهل ژاپن است.
کویچی کودو در تیم‌هایی همچون تیم ملی فوتبال ژاپن مربی‌گری کرده‌است.